# Holger Behrendt
Holger Behrendt (* 29. Januar 1964 in Schönebeck) ist ein ehemaliger Kunstturner aus der DDR, der 1988 Olympiasieger an den Ringen wurde.

## Leben
Behrendt begann beim TZ Schönebeck und wechselte später zum ASK Vorwärts Potsdam. Behrendt war Schüler von Bernd Jäger, dessen Jäger-Salto Behrendt in Perfektion zeigte. Als Innovation zeigte Behrendt als erster Turner am Reck eine Kombination von Kovacs-Salto und Deltschew-Salto unmittelbar hintereinander.
1984 wurde Behrendt an den Ringen erstmals DDR-Meister. 1985 wurde er im Mehrkampf Achter bei der Weltmeisterschaft, 1987 belegte er den sechsten Platz. Bei den Olympischen Spielen 1988 konnte sich Behrendt nicht für das Mehrkampffinale qualifizieren. Dafür gewann er zwei Medaillen in Einzelfinalen, an den Ringen teilte er sich den Olympiasieg mit Dmitri Bilosertschew. Für seine sportlichen Erfolge bei den Olympischen Spielen wurde er mit dem Vaterländischen Verdienstorden in Gold ausgezeichnet.
Nach seiner Karriere arbeitete Behrendt als Turntrainer beim SC Cottbus.

## Erfolge
- Olympische Sommerspiele 1988 in Seoul
  - Gold an den Ringen
  - Silber in der Mannschaftswertung
  - Bronze am Reck
- Turn-Weltmeisterschaften 1985 in Montreal
  - Bronze in der Mannschaftswertung
- Turn-Weltmeisterschaften 1987 in Rotterdam
  - Bronze in der Mannschaftswertung
  - Bronze am Reck
- DDR-Meistertitel
  - Seitpferd 1984
  - Boden 1988
  - Ringe 1984, 1985, 1987
  - Reck 1985, 1987, 1988

Im Mehrkampf wurde Behrendt 1982 und 1985 Vizemeister der DDR. 1984, 1987 und 1988 belegte er den dritten Platz.